# Hołowno (Ukraina)
Hołowno (ukr. Головне́) – osiedle typu miejskiego na Ukrainie w rejonie kowelskim obwodu wołyńskiego. 
Miejscowość została założona w 1510 roku. Holowno było wsią starostwa lubomelskiego w 1570 roku. W II Rzeczypospolitej miejscowość była siedzibą gminy wiejskiej Hołowno w powiecie lubomelskim województwa wołyńskiego.
We wsi znajduje się zabytkowa cerkiew Troicka z 1841 roku.
Do II wojny światowej w pobliżu miejscowości znajdowały się niewielkie chutory: Budyszcze, Nowiny oraz Wargowiec, a zachodnia część wsi nosiła nazwę Kuczany. 
W 1989 liczyło 3212 mieszkańców.
W 2013 liczyło 3015 mieszkańców.
Do 2020 w rejonie lubomelskim.